# Quinto Mayor
Quinto Mayor ist eine 18-köpfige Salsaband aus Kolumbien, welche die Stilrichtung der Salsa Dura und des ursprünglich in Kuba beheimateten Montuno vertritt.

## Werdegang
Die Gruppe Quinto Mayor wurde von den Galé Brüdern gegründet. Viele ihrer Stücke wurden von Diego Galé, dem Leiter der Gruppe Grupo Galé in Medellín produziert. Zu ihren bekanntesten Hits gehören unter anderem „Rincón“, „La Morena“ und „Prieta“.

## Besetzung
- Carlos Lotero (Gesang und Flöte)
- Carlos Llamosa (Gesang und Chor)
- Cristian Fernandez (Chor)
- Charlie Torres (Chor)
- Morist Jimenez (Chor und Posaune)
- George Valencia (Chor)
- Juan David Grajales (Chor)
- Yeison Garzon (Chor)
- Cheo Moran (Chor)
- Diego Galé (Congas, Bongos und Güiro)
- Geovanny Montoya (Bass)
- Pablo Grajales (Piano)
- Ostwald Serna (Tres?)
- Dante Vargas (Trompete)
- Orlando Libreros (Trompete)
- Carlos Piña (Bariton Saxofon)
- Jimmy Galé (Perkussion)
- Hernán „Tato“ Benitez (Perkussion)[2]

## Diskografie
- Salsa con Golpe I (2000)
- Salsa con Golpe II (2001)
- Montuno al Piso (2004)
- Que Viva el Montuno – Concierto (2004)
- Aires de Navidad (2005)
- Quinto Mayor – Los 30 Mejores (2006)
- Quinto Mayor Canta con los Grandes de la Salsa (2008)[3]